# Wilfried Hacheney
Wilfried Hacheney (* 13. März 1924 in Dortmund; † 20. April 2010 in Detmold) war ein deutscher Ingenieur, der auf dem Gebiet der sogenannten „organischen Physik“ tätig war.
Bekannt war er vor allem durch seine wissenschaftlich unhaltbare Erfindung von levitiertem Wasser. Nach Physik- und Maschinenbaustudium an der Hochschule in Karlsruhe war er zehn Jahre bei den Rheinischen Stahlwerken als Vorstandsassistent beschäftigt.
In seinen Büchern beschrieb er sein Anliegen, „die Naturwissenschaft zu einer wahren Menschenwissenschaft zu entwickeln“ (im Sinne von Paracelsus, Goethe und Rudolf Steiner).

## Werke
- Organische Physik. Aufsätze, Michaels-Verlag (Dezember 2001)
- Wasser, Wesen zweier Welten. Michaels-Verlag (Dezember 2003)
- Feuer, Geheimnis der Geburten. Michaels-Verlag (März 2005)
- Wasser, ein Gast der Erde. Michaels-Verlag
- Levitiertes Wasser in Forschung und Anwendung. Michaels-Verlag
- Paradies auf Erden. Michaels-Verlag
- Der Weg – Der Mensch vom Geschöpf zum Schöpfer.